# Amerant Bank Arena
De Amerant Bank Arena (voorheen bekend als de BB&T Center, het National Car Rental Center, Office Depot Center en BankAtlantic Center ) is een overdekte arena in Sunrise, Florida . Het is de thuisbasis van de Florida Panthers van de National Hockey League (NHL). Het gebouw werd voltooid in 1998, voor een bedrag van $ 185 miljoen, bijna volledig publiek gefinancierd, en beschikt over 70 suites en 2.623 clubstoelen. Met een capaciteit voor ongeveer 22.000 mensen, is de arena de grootste van Florida, en behoort ze tot de vijf grootste van de VS.

## Concerten
Verschillende wereldberoemde artiesten gaven concerten in de BB&T Center:
U2, Madonna, Bon Jovi, Coldplay, Tina Turner, Shakira, Beyoncé, Rihanna, Lady Gaga, Ariana Grande, Elton John en talloze andere artiesten.